# 让·丹内贝格
让-保罗·丹内贝格（德語：Jean-Paul Danneberg，2002年11月8日—），德国男子曲棍球运动员，场上位置是守门员。他曾代表德国国家队参加2024年夏季奥林匹克运动会男子曲棍球比赛，获得一枚银牌。